# Ронки Валсугана
Ронки Валсугана (итал. Ronchi Valsugana) је насеље у Италији у округу Тренто, региону Трентино-Јужни Тирол.
Према процени из 2011. у насељу је живело 58 становника. Насеље се налази на надморској висини од 778 м.

## Становништво
Према резултатима пописа становништва 2011. у општини је живело 421 становника.
| 1931. | 1936. | 1951. | 1961. | 1971. | 1981. | 1991. | 2001. | 2011. |
| ----- | ----- | ----- | ----- | ----- | ----- | ----- | ----- | ----- |
| 637   | 546   | 514   | 459   | 429   | 378   | 352   | 385   | 421   |